# Montgellafrey
Montgellafrey est une ancienne commune française située dans le département de la Savoie, en région Auvergne-Rhône-Alpes.
Elle devient le 1er janvier 2017 commune déléguée de la commune nouvelle de Saint-François-Longchamp, avec Montaimont.

## Géographie

### Localisation
Montgellafrey est une commune de Maurienne, formée d'un chef-lieu situé à une altitude de 1 073 m et de plusieurs hameaux parmi lesquels :
- le Chargeux ;
- les Côtes ;
- les Charrières ;
- le Boissonnet ;
- le Preynet (à prononcer le Preney), altitude 1 253 m ;
- le Poizat ;
- le Mollaret, altitude 1 334 m ;
- les Sapeys le long de la montée au lac de la Grande Léchère et dont les noms sont inspirés de patronymes du village (les Troccaz, les Andrés, les Vinits, les Cartiers, les Baracons et les Cohendets) ;
- le Praz, altitude 1 435 m ;
- le Replat ;
- Colombes ;
- Cochenières (à prononcer Cochinières).

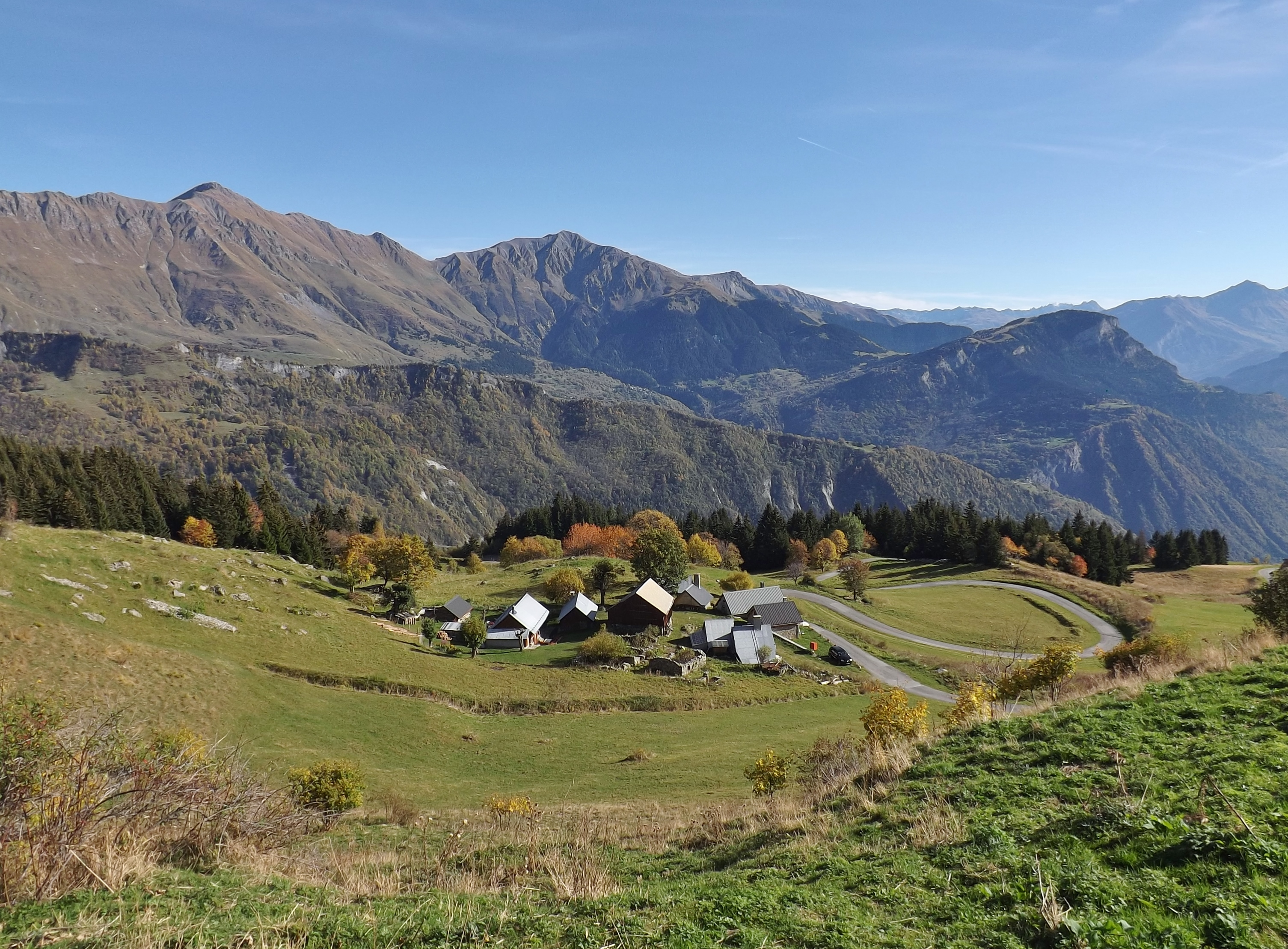
Hameau du Sappey des Cohendets.

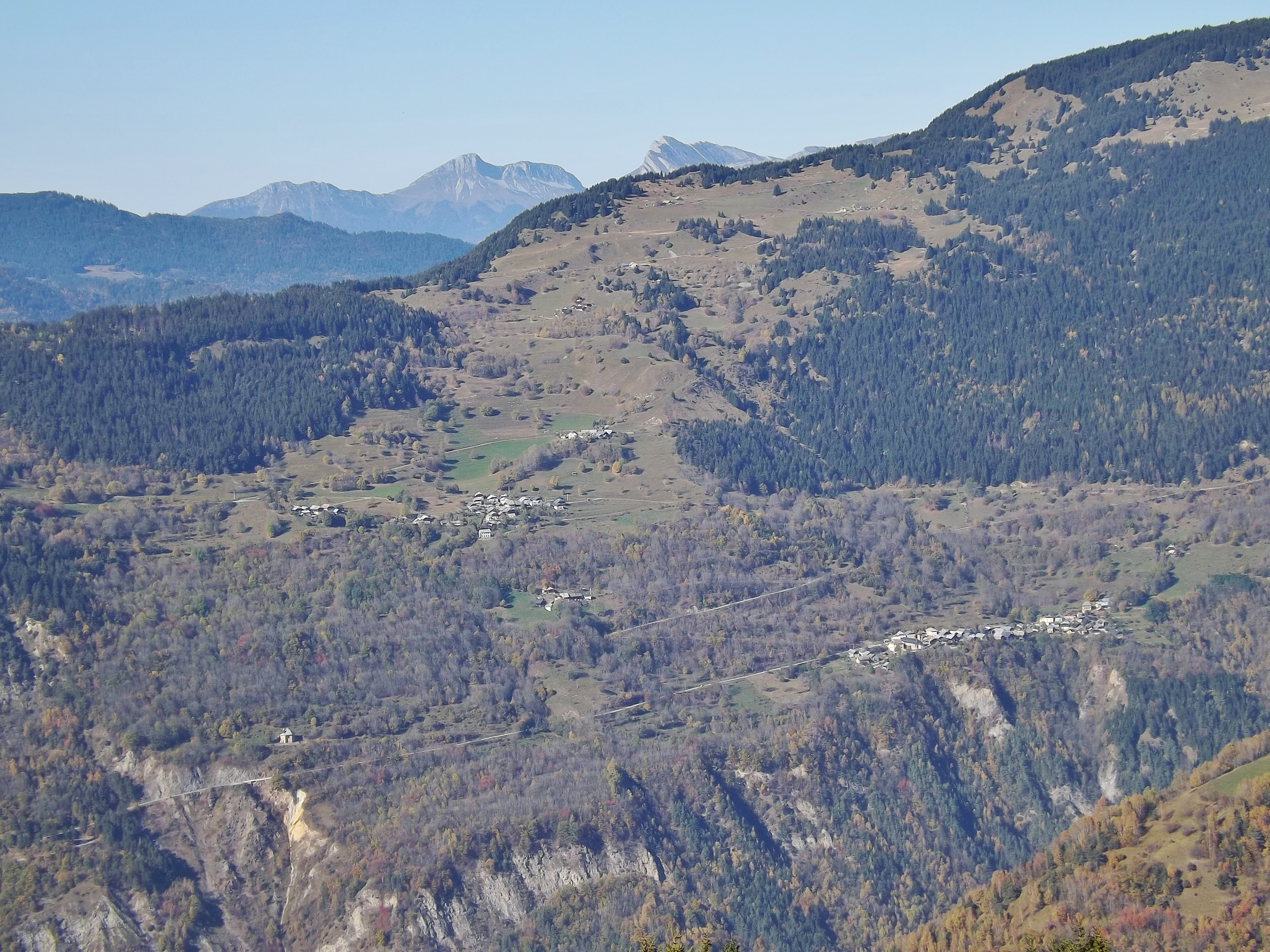
Territoire de la commune sur la Lauzière.

La commune comprend aussi une partie de la station de ski de Saint-François-Longchamp. Les lieux-dits sont :
- Pré Villot (à prononcer Pré Villiot) ;
- Plan Mollaret.

### Communes limitrophes
| Épierre                    | La Léchère          |                          |
| La Chapelle                | Montgellafrey       | Saint-François-Longchamp |
| Les Chavannes-en-Maurienne | Notre-Dame-du-Cruet |                          |

### Géologie et relief
Le col de la Madeleine est situé sur la commune de Montgellafrey, à la limite avec  La Léchère, et non pas sur celle de Saint-François-Longchamp, contrairement à une idée répandue. Il culmine à l'altitude de 1 993 m entre la Maurienne et la Tarentaise.

### Risques naturels
Entre 2015 et 2017, Montgellafrey a été le siège d'un essaim de séismes ayant généré de nombreux séismes ressentis. La magnitude 3,7 a été atteinte à deux reprises fin octobre 2017. (Voir article détaillé Essaims de séismes de Maurienne.)

### Hydrographie
La limite avec Saint-François-Longchamp est marquée par le Bugeon, selon son cours initial car il a été détourné pour pouvoir réaliser un immeuble dans la station.

## Toponymie
En francoprovençal, le nom de la commune s'écrit Monzlafrèt, selon la graphie de Conflans.

## Histoire
En 1904, les hameaux de l’Épalud, le Planey, les Covatières, le Bon-mollard et la Cublière sont séparés de Montgellafrey et forment la commune de Saint-François-sur-Bugeon, qui prend le nom de Saint-François-Longchamp en 1969.

## Politique et administration

### Administration locale
La commune fait partie du canton de La Chambre jusqu'à sa suppression en 2015. Elle est depuis rattachée à celui de Saint-Jean-de-Maurienne.

### Administration municipale
La population de la commune étant inférieure à 100 habitants, la commune est administrée par un conseil municipal de 7 membres.

### Liste des maires

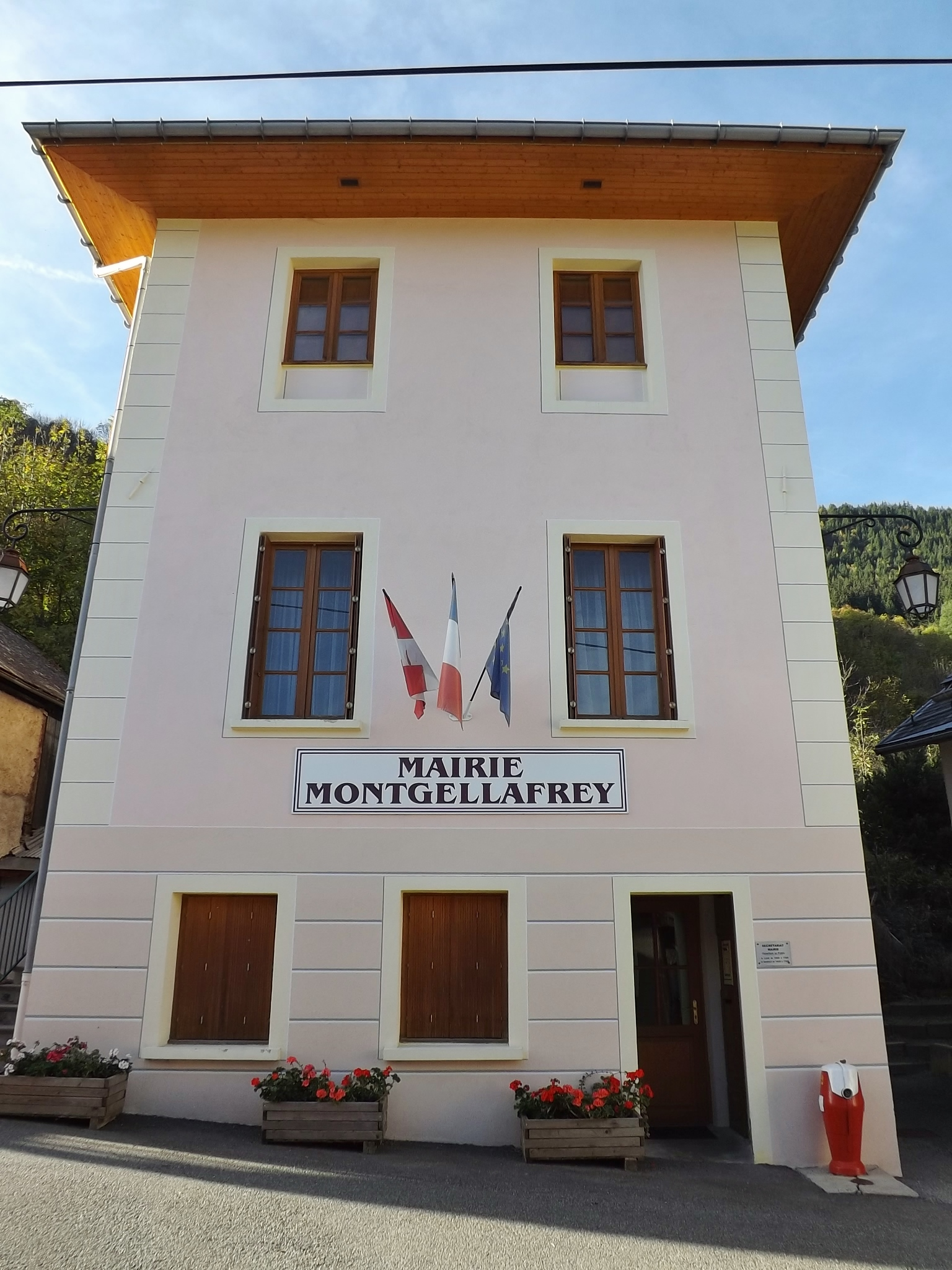
La mairie de Montgellafrey.

| Période                                  | Période  | Identité                   | Étiquette | Qualité |
| ---------------------------------------- | -------- | -------------------------- | --------- | ------- |
| 1965                                     | 1971     | François Victorin Cartier  |           |         |
| 1971                                     | 1982     | Marcel Séraphin Chevessend |           |         |
| 1982                                     | 1989     | Jean-Marie André           |           |         |
| 1989                                     | 2003     | Michel Marius Chevessend   |           |         |
| 2003                                     | En cours | Robert Cohendet            |           |         |
| Les données manquantes sont à compléter. |          |                            |           |         |

### Intercommunalité
La commune fait partie de la communauté de communes du canton de La Chambre depuis le 1er janvier 2014.

## Population et société

### Démographie

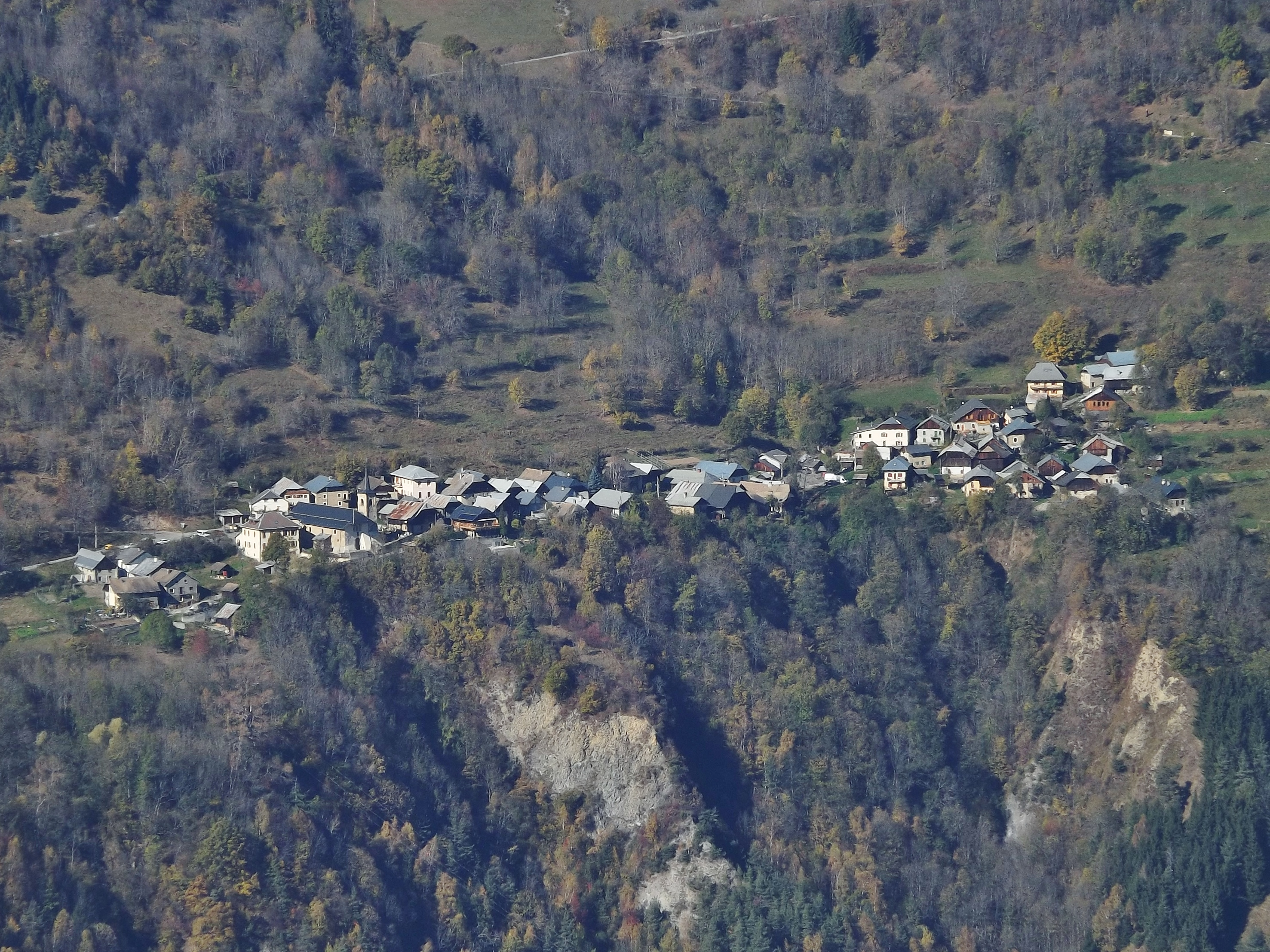
Vue du chef-lieu depuis Montpascal.

Ses habitants sont appelés les Colombines et Colombins.

L'évolution du nombre d'habitants est connue à travers les recensements de la population effectués dans la commune depuis 1793. Pour les communes de moins de 10 000 habitants, une enquête de recensement portant sur toute la population est réalisée tous les cinq ans, les populations de référence des années intermédiaires étant quant à elles estimées par interpolation ou extrapolation. Pour la commune, le premier recensement exhaustif entrant dans le cadre du nouveau dispositif a été réalisé en 2008.

En 2014, la commune comptait 64 habitants, en évolution de −1,54 % par rapport à 2008 (Savoie : +3,63 %, France hors Mayotte : +2,11 %).
| 1793 | 1800 | 1806 | 1822 | 1838 | 1848 | 1858 | 1861 | 1866 |
| ---- | ---- | ---- | ---- | ---- | ---- | ---- | ---- | ---- |
| 872  | 708  | 830  | 871  | 915  | 953  | 829  | 784  | 790  |

| 1872 | 1876 | 1881 | 1886 | 1891 | 1896 | 1901 | 1906 | 1911 |
| ---- | ---- | ---- | ---- | ---- | ---- | ---- | ---- | ---- |
| 823  | 875  | 815  | 810  | 813  | 811  | 842  | 610  | 591  |

| 1921 | 1926 | 1931 | 1936 | 1946 | 1954 | 1962 | 1968 | 1975 |
| ---- | ---- | ---- | ---- | ---- | ---- | ---- | ---- | ---- |
| 477  | 475  | 448  | 445  | 388  | 291  | 266  | 194  | 150  |

| 1982 | 1990 | 1999 | 2006 | 2008 | 2013 | 2014 | - | - |
| ---- | ---- | ---- | ---- | ---- | ---- | ---- | - | - |
| 89   | 78   | 77   | 68   | 65   | 65   | 64   | - | - |

## Culture locale et patrimoine

### Lieux et monuments

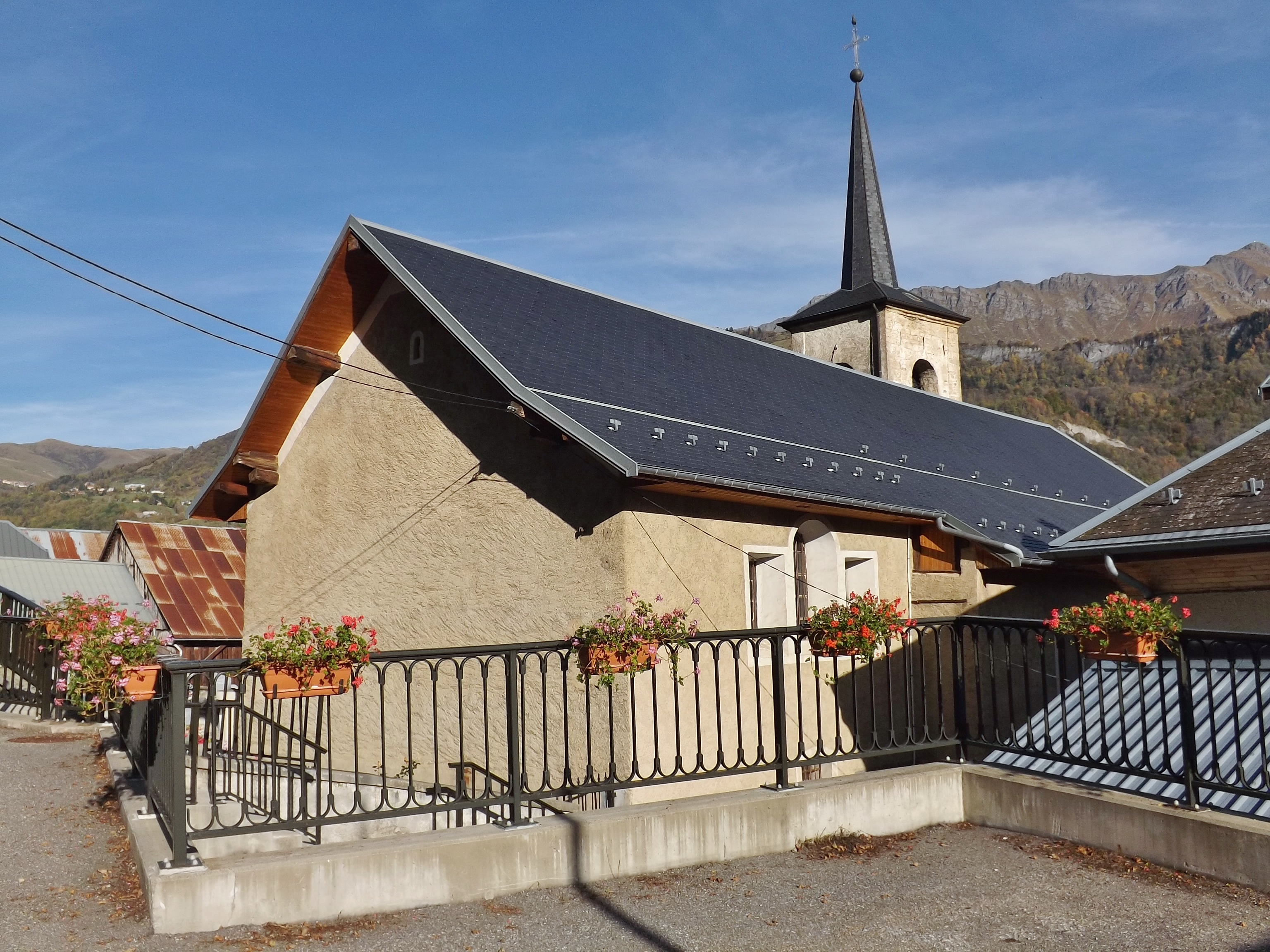
Église Saint-Théodule au chef-lieu.

- L'église Saint-Théodule est inscrite à l'inventaire supplémentaire des monuments historiques depuis le 20 janvier 1944[7].
- La chapelle des Charmettes est accessible par un sentier.

### Patrimoine naturel

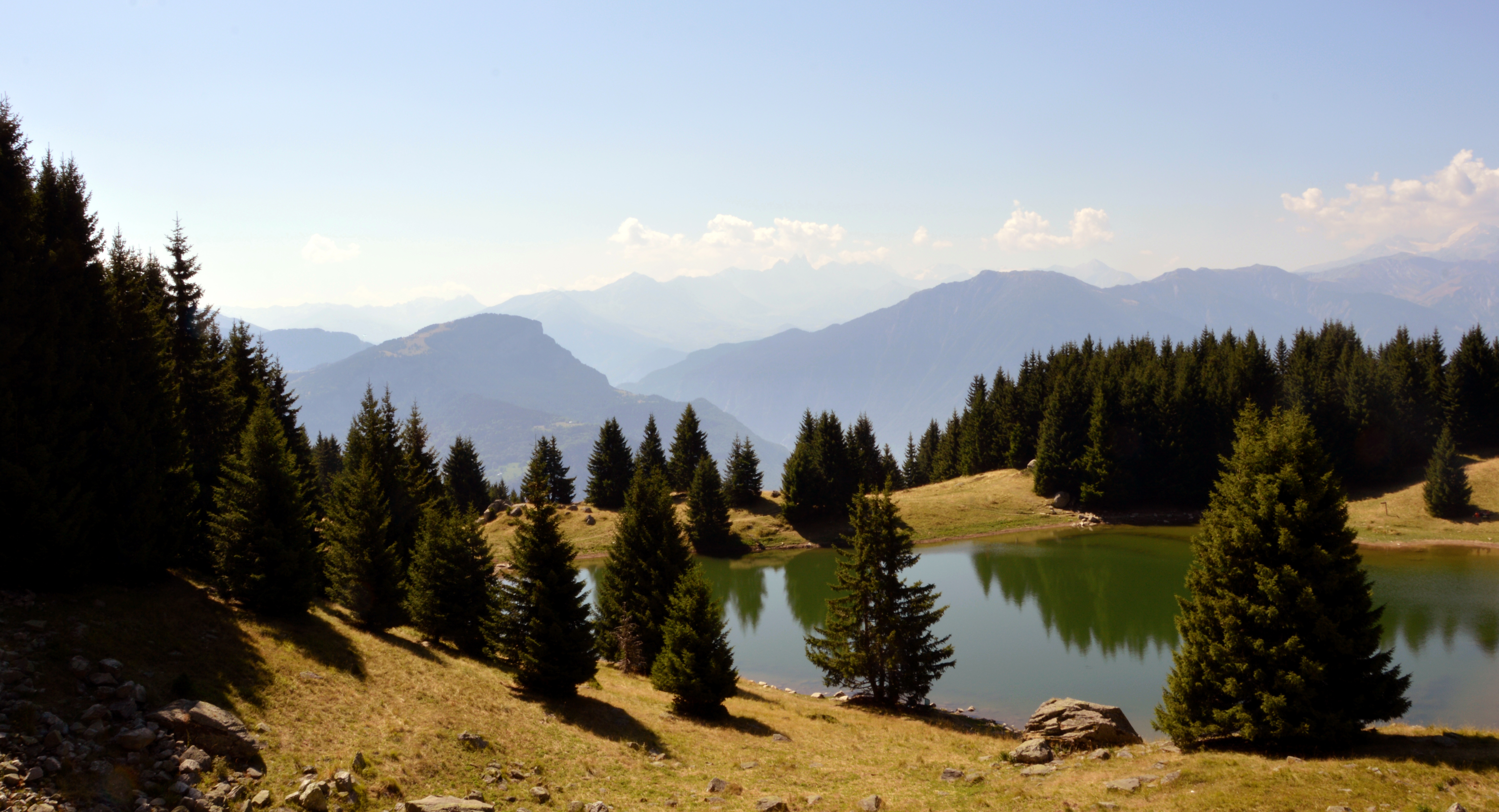
Le lac de la Grande Léchère sur la commune de Montgellafrey.

- Le lac de la Grande Léchère (inaccessible l'hiver lorsque la route est enneigée) sur le chemin de la Mère de l'Eau ;
- Les cheminées des Fées sont visibles depuis le versant opposé ;
- Les cols de la Madeleine, du Montjoie et du Sarvatan.